# NGC 5967
NGC 5967 est une galaxie spirale barrée située dans la constellation de l'Oiseau de paradis. Sa vitesse par rapport au fond diffus cosmologique est de 2 961 ± 8 km/s, ce qui correspond à une distance de Hubble de 43,7 ± 3,1 Mpc (∼143 millions d'al). NGC 5967 a été découverte par l'astronome britannique John Herschel en 1836.
La classe de luminosité de NGC 5967 est III et elle présente une large raie HI.
À ce jour, 18 mesures non basées sur le décalage vers le rouge (redshift) donnent une distance de 35,578 ± 3,402 Mpc (∼116 millions d'al), ce qui est à l'extérieur des valeurs de la distance de Hubble. Notons cependant que c'est avec la valeur moyenne des mesures indépendantes, lorsqu'elles existent, que la base de données NASA/IPAC calcule le diamètre d'une galaxie et qu'en conséquence le diamètre de NGC 5967 pourrait être d'environ 39,3 kpc (∼128 000 al) si on utilisait la distance de Hubble pour le calculer.

## Supernova
La supernova SN 2009gd a été découverte dans NGC 5967 le 9 juin 2009 par Peter Marples, Colin Drescher, Greg Bock, Matt Brown et Jeremy Moser. Cette supernova était de type Ic.